# Жилкокрил яйцеподібний
Жилкокрил яйцеподібний (Pterygoneurum ovatum) — вид мохів порядку потіальних (Pottiales).

## Поширення
Батьківщиною є Європа, Африка, Північна Америка, Азія, Австралія, Нова Зеландія.
Населяє ґрунт (вулканічний, сухий солончаковий), морозне кипіння, низькі пустельні чагарники.

## Характеристика
Листки з дистальною пластинкою гладкою або рідше сосочковою. Спори дозрівають навесні.

## Галерея

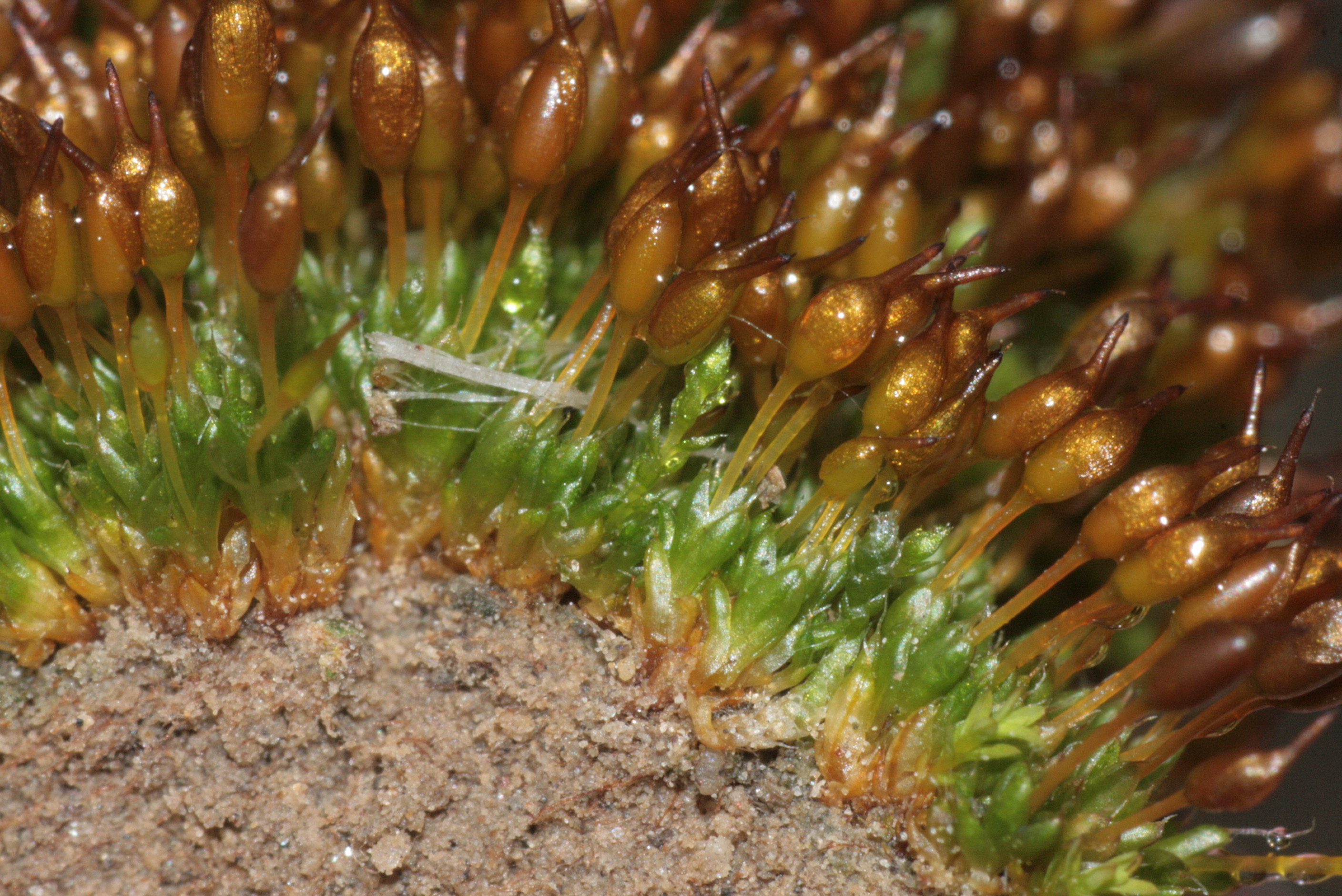
Загальний вигляд
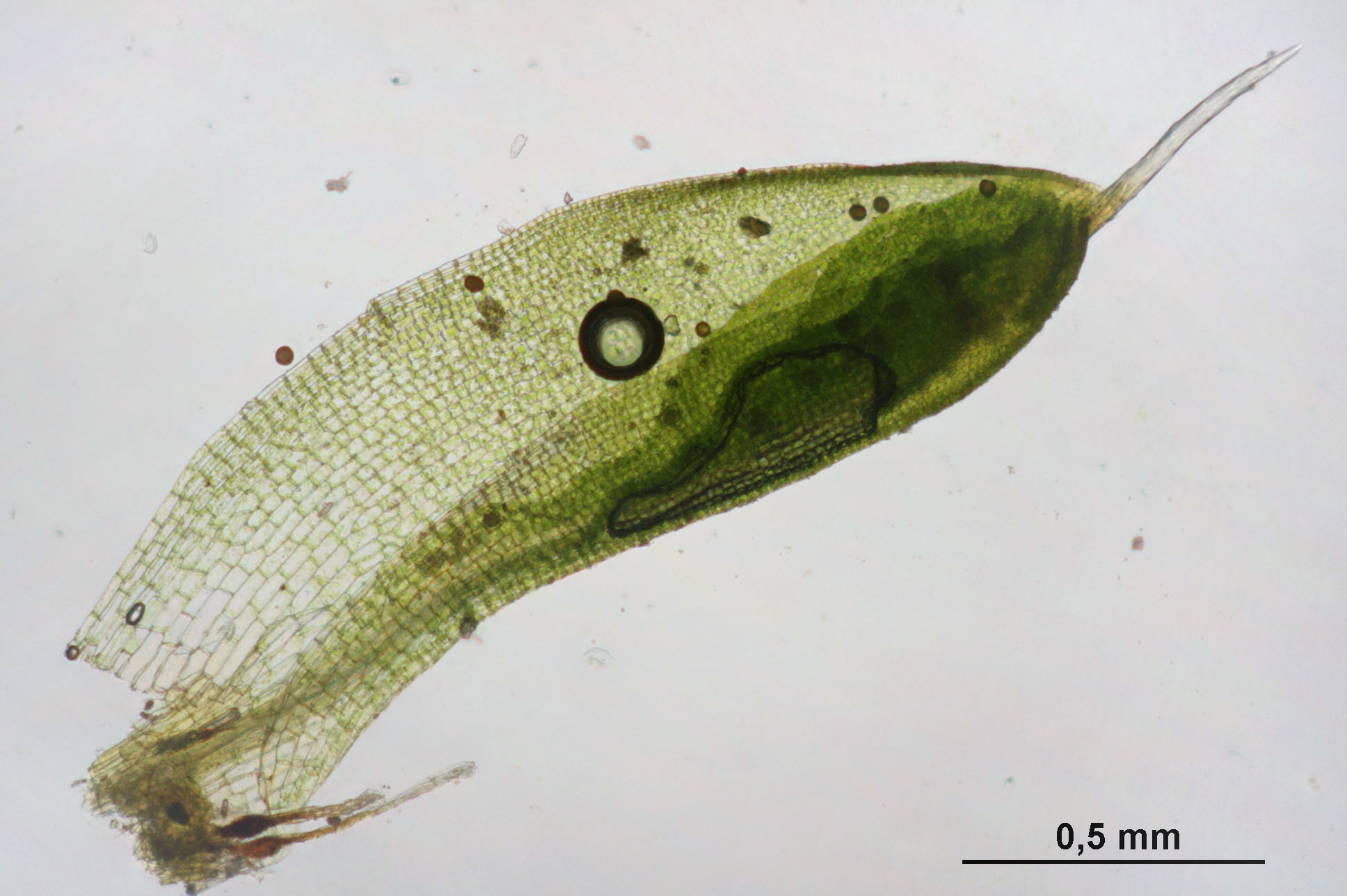
Листок
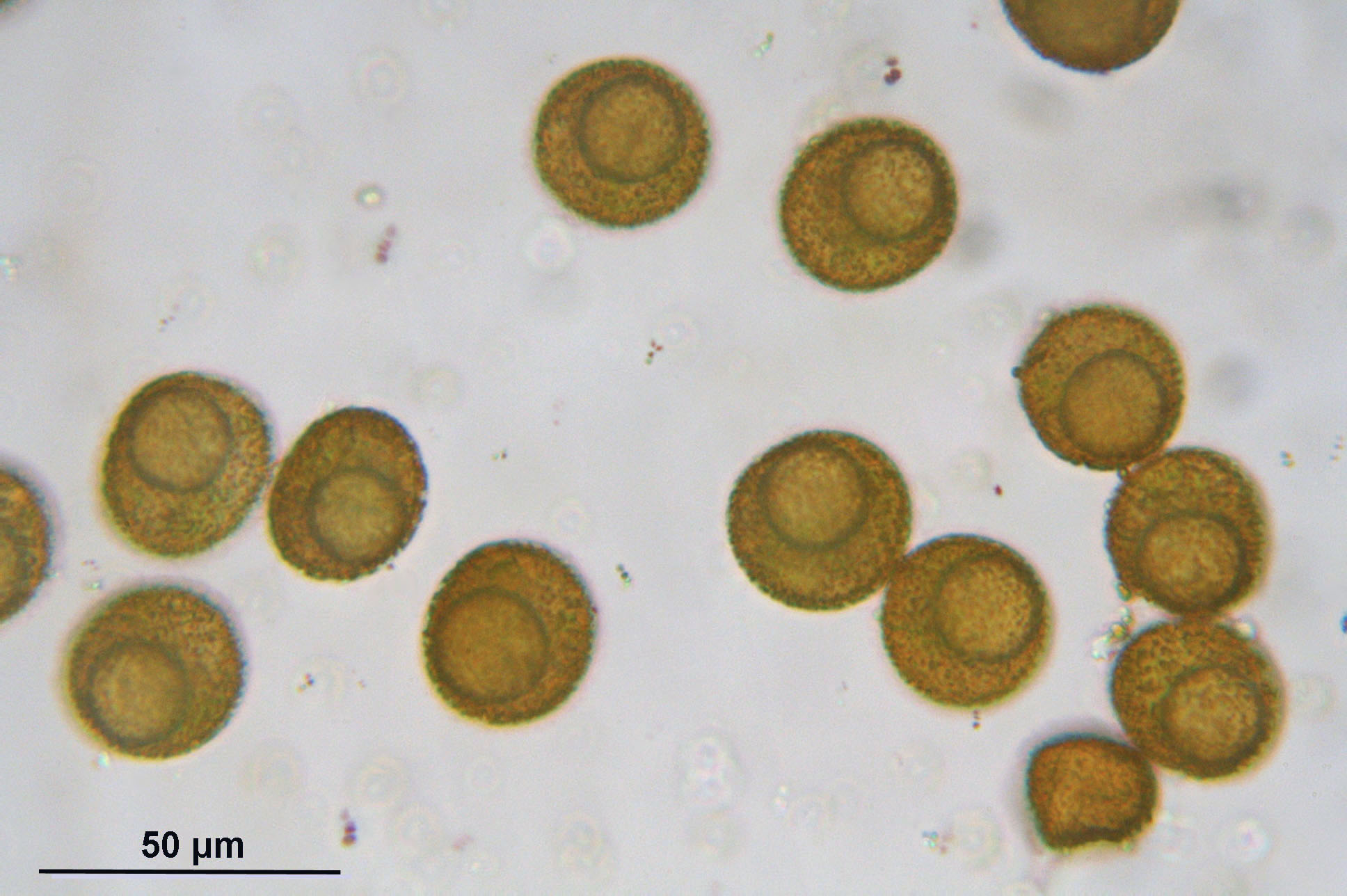
Спори